# Tura (Egitto)
Tura o Tora è il nome moderno di una località dell'Egitto situata a metà strada tra Il Cairo ed Helwan.
Nota in epoca egizia con il nome di Troyu (Royu) deve la sua importanza alle cave di calcare sfruttate fin dal periodo predinastico.
La pietra estratta a Tura fu utilizzata per la piramide romboidale di Snofru e la grande piramide di Cheope oltre che fornire il materiale per pavimenti e soffitti di numerose mastabe.
Nella stessa località è anche presente una necropoli risalente sempre al periodo predinastico.
Nel 1941, durante lavori di scavo in una delle antiche gallerie, vennero rinvenute parti di libri, scritti su papiro, riportanti opere di Origene e di Didimo il Cieco, due dei padri fondatori della comunità cristiana di Alessandria.
In epoca greca la località fu conosciuta con il nome di Troia in quanto Strabone, mal interpretando il nome egizio, ritenne fosse abitata da troiani.

## Carcere di Tora
Nella città di Tora è situata la grande prigione omonima, che ha ospitato molti detenuti famosi, tra cui gli ex presidenti egiziani  Ḥosnī Mubārak e Moḥamed Morsī.